# California (línea Verde)
California es una estación en la línea Verde del Metro de Chicago. La estación se encuentra localizada en 2800 West Lake Street en Chicago, Illinois. La estación California fue inaugurada el 6 de noviembre de 1893.  La Autoridad de Tránsito de Chicago es la encargada por el mantenimiento y administración de la estación. La estación está cerca del Chicago Center for Green Technology.

## Descripción
La estación California cuenta con 2 plataformas laterales y 2 vías. 

## Conexiones
La estación es abastecida por las siguientes conexiones: 
- Rutas del CTA Buses: #94 South California